# Stilpnia
Stilpnia – rodzaj ptaków z podrodziny tanagr (Thraupinae) w obrębie rodziny tanagrowatych (Thraupidae).

## Zasięg występowania
Rodzaj obejmuje gatunki występujące w Ameryce.

## Morfologia
Długość ciała 12–18 cm; masa ciała 15,2–46 g.

## Systematyka
Rodzaj zdefiniował w 2016 roku zespół amerykańskich ornitologów (Kevin J. Burns, Philip Unitt i Nicholas A. Mason) w artykule poświęconym klasyfikacji na poziomie rodzaju w obrębie rodziny tanagrowatych, opublikowanym w czasopiśmie „Zootaxa”. Gatunkiem typowym jest (oryginalne oznaczenie) tangarka czarnogłowa (S. cyanoptera).

### Etymologia
- Euschemon: gr. ευσχημων euskhēmōn ‘elegancki, wdzięczny, przyzwoity’, od ευ eu ‘ideał’; σχημα skhēma, σχηματος skhēmatos ‘forma’, od εχω ekhō ‘posiadać’[5]. Gatunek typowy: Tanagra cayana Linnaeus, 1766.
- Stilpnia: gr. στιλπνος stilpnos ‘lśniący, błyszczący’, od στιλπνοω stilpnoō ‘polerować’[6].

### Podział systematyczny
Takson wyodrębniony z Tangara. Do rodzaju należą następujące gatunki:
- Stilpnia whitelyi (Salvin & Godman, 1884) – tangarka czarnoskrzydła
- Stilpnia cyanoptera (Swainson, 1834) – tangarka czarnogłowa
- Stilpnia viridicollis (Taczanowski, 1884) – tangarka siwogrzbieta
- Stilpnia heinei (Cabanis, 1851) – tangarka czarnołbista
- Stilpnia argyrofenges (P.L. Sclater & Salvin, 1869) – tangarka jasnogrzbieta
- Stilpnia phillipsi (G.R. Graves & Weske, 1987) – tangarka modrogardła
- Stilpnia peruviana (Desmarest, 1806) – tangarka rajska
- Stilpnia preciosa (Cabanis, 1851) – tangarka ozdobna
- Stilpnia meyerdeschauenseei (Schulenberg & Binford, 1985) – tangarka skromna
- Stilpnia cucullata (Swainson, 1834) – tangarka antylska
- Stilpnia cayana (Linnaeus, 1766) – tangarka płowa
- Stilpnia vitriolina (Cabanis, 1851) – tangarka maskowa
- Stilpnia nigrocincta (Bonaparte, 1838) – tangarka czarnowstęga
- Stilpnia larvata (Du Bus, 1846) – tangarka modrolica
- Stilpnia cyanicollis (d’Orbigny & Lafresnaye, 1837) – tangarka niebieskoszyja